# Torices de Cartagena
Torices de Cartagena fue un equipo de béisbol de la Liga de Verano de Béisbol Profesional, con participación desde la temporada 2016 y con sede en el Estadio Once de Noviembre de Cartagena, anteriormente jugó en la Liga Colombiana de Béisbol Profesional durante la primera época entre las temporadas 1948 y 1954-55, y en la segunda época entre las temporadas de 1979-80 y 1987-88 obteniendo dos títulos.

## Historia

### Primera época (1948-1955)
Los inicios del equipo se remontan a 1948 cuando se inició la Liga Colombiana de Béisbol Profesional en esa primera participación inaugural finalizó cuarto en la temporada regular, en la temporada siguiente finalizó subcampeón del torneo, en la temporada 1950 finalizó en último lugar en temporada regular del torneo, la temporada siguiente terminaría en tercer lugar del torneo durante la fase regular, sin una mejor actuación terminaría en tercer lugar nuevamente durante la temporada regular de 1952.
El primer título del equipo llegaría en la temporada 1953 luego de finalizar último en la temporada regular a 17,5 victorias del líder Willard de Barranquilla superó la fase siguiente derrotando finalmente al favorito Willard en la final, un segundo título llegaría de manera consecutiva en la temporada siguiente de 1953-54 esta vez finalizó primero en la temporada regular y obtuvo el título frente a su rival de patio en ese entonces Indios de Cartagena. En la temporada 1954-55 tuvo cerca su tercer título luego de finalizar segundo en la temporada regular cayó en la final ante Willard de Barranquilla quien había sido el líder en la primera fase siendo esta su última participación en el torneo durante la primera época de la Liga siendo reemplazado por Kola Román de Cartagena en al temporadas tres temporadas siguientes.

### Segunda época (1979-1988)
Pasaron 21 años para que el béisbol profesional y organizado regresara al país y con este llegó nuevamente el equipo Torices junto a Indios, Willard de Barranquilla y el debut de Olímpica de Barranquilla, en ese primer torneo de 1979-80 la final fue cartagenera quedando Torices subcampeón ante Indios, la temporada siguiente con la expansión de cuatro a cinco equipos en el torneo, no logró superar la temporada regular finalizando en último lugar, sin éxito en la temporada de 1981-82 finalizó cuarto en la fase regular, la temporada siguiente finalizó segundo en la temporada regular pero no logró avanzar a la final, obtuvo el subcampeonato en la temporada 1983-84 de manera reñida en serie definida en siete juegos perdiendo este último 9x8 ante Cerveza Águila de Barranquilla, la temporada luego de ser segundo en la temporada regular fue eliminado por Indios de Cartagena perdiendo así la oportunidad de llegar a la final nuevamente, tras dos temporada se ausencia en la Liga el torneo regresó en 1987-88 sin gran éxito finalizó cuarto en la temporada regular siendo además su última aparición en la Liga Colombiana de Béisbol Profesional y en la segunda época del mismo.

### Liga de Verano (2016)
El equipo Torices reapareció luego de 28 años pero esta vez en un nuevo torneo organizado por la Federación Colombiana de Béisbol y la Liga Colombiana de Béisbol Profesional llamado Liga de Verano de Béisbol Profesional en esta primera temporada inició una nueva historia para el equipo teniendo como mánager a Santiago Prada finalizó la temporada regular en el último lugar con 16 victorias en 48 juegos y un promedio de 0.333

## Palmarés
Estos son los títulos obtenidos por el equipo en su historia:
- Campeón: Liga Colombiana de Béisbol Profesional (2) 1953, 1953-54
- Subcampeón: Liga Colombiana de Béisbol Profesional (4) 1949, 1954-55, 1979-80, 1983-84